# 鄭漢川
鄭漢川（？年—？年）。廣東省潮陽縣人。民國37年（1948年）在廣東省第三選區當選第一屆立法委員。

## 生平
- 光華大學畢業，留學英國，習法政[1]
- 中國青年黨潮陽縣執行委員會主席[2]
- 民國37年，當選立法委員，曾出席第一屆立法院第一會期？？[3]。
- 1951年，以一會期無故不出席論視為辭職，依法註銷立法委員名籍[4]